# Kaptangare
De kaptangare (Nemosia pileata) is een zangvogel uit de familie Thraupidae (tangaren).

## Verspreiding en leefgebied
Deze soort telt 6 ondersoorten:
- N. p. hypoleuca: noordelijk Colombia en noordelijk Venezuela.
- N. p. surinamensis: Guyana en Suriname.
- N. p. pileata: van Frans-Guyana door centraal Brazilië tot noordelijk Bolivia.
- N. p. interna: het noordelijke deel van Centraal-Brazilië.
- N. p. nana: noordoostelijk Peru en westelijk Brazilië.
- N. p. caerulea: oostelijk en zuidelijk Brazilië, oostelijk Bolivia, Paraguay en noordelijk Argentinië.